# Iván Román
Iván Ramiro Román Hurtado (Santiago del Cile, 12 luglio 2006) è un calciatore cileno, difensore dell'Atlético Mineiro.

## Caratteristiche tecniche
È un difensore centrale.

## Carriera

### Club
È cresciuto nel settore giovanile del Palestino, con cui ha debuttato il 21 gennaio 2023 nell'incontro di Primera División pareggiato 1-1 contro l'Audax Italiano. Il 17 marzo seguente ha firmato il suo primo contratto professionisticp.
La stagione successiva si è ritagliato uno spazio nella squadra titolare del club cileno ed il 27 febbraio ha segnato il suo primo gol nella partita di Coppa Libertadores vinta 2-1 contro il Portuguesa FC.
Il 28 febbraio 2025 è stato ceduto per 2,8 milioni di € all'Atlético Mineiro, club della prima divisione brasiliana.

### Nazionale
Nel 2023 con la nazionale cilena Under-17 ha partecipato al campionato sudamericano di categoria; successivamente ha giocato anche nella nazionale cilena Under-20, con la quale nel 2025 ha messo a segno una rete in 8 presenze nel campionato sudamericano di categoria.

## Statistiche

### Presenze e reti nei club
Statistiche aggiornate al 16 gennaio 2025.
| Stagione        | Squadra         | Campionato      | Campionato | Campionato | Coppe nazionali | Coppe nazionali | Coppe nazionali | Coppe continentali | Coppe continentali | Coppe continentali | Altre coppe | Altre coppe | Altre coppe | Totale | Totale | Totale |
| Stagione        | Squadra         | Comp            | Pres       | Reti       | Comp            | Pres            | Reti            | Comp               | Pres               | Reti               | Comp        | Pres        | Reti        | Pres   | Reti   |        |
| --------------- | --------------- | --------------- | ---------- | ---------- | --------------- | --------------- | --------------- | ------------------ | ------------------ | ------------------ | ----------- | ----------- | ----------- | ------ | ------ | ------ |
| 2023            | Palestino       | PD              | 2          | 0          | CC              | 0               | 0               | CS                 | 0                  | 0                  | -           | -           | -           | 2      | 0      |        |
| 2024            | Palestino       | PD              | 24         | 1          | CC              | 3               | 0               | CL+CS              | 8+4                | 1+1                | -           | -           | -           | 39     | 3      |        |
| Totale carriera | Totale carriera | Totale carriera | 26         | 1          |                 | 3               | 0               |                    | 12                 | 2                  |             | -           | -           | 41     | 3      |        |